# Ideoplasia
Con il termine ideoplasia si tende ad identificare il potenziale che la mente (l'immaginazione) adeguatamente orientata ha di agire sul corpo. Tale termine fu proposto per la prima volta da A. Forel nel 1894 per definire il principio ideomotorio già descritto da William Benjamin Carpenter nel 1873 e poi ripreso da Hippolyte Bernheim con il termine "ideodinamismo" nel 1907. 
A conferma di tale principio vennero svolte già delle precise e documentate indagini scientifiche nel 1926 da Rudolf Allers e Scheminzky presso l'istituto di fisiologia di Vienna.
Impiegati come sinonimi di ideoplasia sono i termini: monoideismo plastico e ideoplastia; entrambi sono utilizzati da autori diversi con riferimento al fenomeno "ipnosi".
Con "monoideismo plastico" (F. Granone 1989) si vuole intendere la focalizzazione dell'attenzione su una sola idea, ricca di contenuto emozionale; idea dotata di una forza ideoplastica, cioè di una componente creativa nei confronti dell'organismo che è in grado di suscitare modificazioni psichiche, somato-viscerali e comportamentali.

## Prova del pendolo
Il monoideismo plastico può essere sperimentato facilmente da chiunque con un piccolo pendolo. 
La prova del pendolo la si deve a Francis Galton (1822-1911); così afferma in una sua monografia su "spirito e materia" Hack Tuke (Fiscer Verlag, Jena 1888).

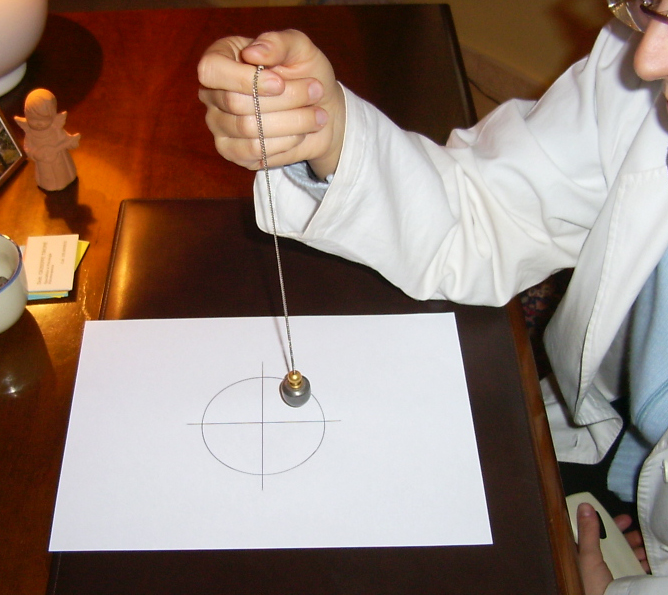
Esempio di monoideismo plastico

Si costruisce un piccolo pendolo con un filo lungo 25 - 30 centimetri ed un peso legato ad un capo. (Il peso può essere di qualsiasi forma: anello, bottone, chiave, ecc.). Su un foglio di carta bianca si disegna un cerchio di 10 cm di diametro e all'interno del cerchio si tracciano due diametri tra di loro perpendicolari.
Ci si siede comodi ad un tavolo. Si prende in mano il pendolo stringendo il capo del filo senza peso fra pollice e indice. Si appoggia il gomito sul tavolo sul quale si è precedentemente messo il foglio e si posiziona il peso al centro del cerchio disegnato tenendolo leggermente staccato dal foglio.
A questo punto si tratta di immaginare intensamente il peso che ruota sulla circonferenza del cerchio. È importante non fare assolutamente nessun movimento volontario con la mano e con il braccio, anzi il suggerimento è che la mano e il braccio siano completamente abbandonati e dimenticati. L'attenzione va tutta rivolta al peso con l'idea che ruoti sulla circonferenza e la certezza che prima o poi inizierà a muoversi.
Le cose andranno sicuramente come detto. Dopo qualche attimo il peso inizierà ad avere dei movimenti irregolari che si caratterizzeranno in maniera sempre più precisa aumentando lentamente e gradualmente la circonferenza di rotazione. A questo punto, quando il peso ha realizzato quanto il soggetto ha intensamente immaginato è possibile modificare il movimento del peso cambiando unicamente la rappresentazione mentale. Sarà sufficiente immaginare che il pendolo non ruoti più ma oscilli, avanti e indietro su un diametro tracciato del cerchio. E così avverrà, il peso cambierà movimento e inizierà ad oscillare. Sarà possibile rendersi conto come cambiando rappresentazione mentale, si cambia automaticamente, quasi immediatamente il movimento del peso.